# غرايم ماكراكين
غرايم ماكراكين (بالإنجليزية: Graeme McCracken)‏ (23 يوليو 1986 في المملكة المتحدة - ) هو لاعب كرة قدم بريطاني في مركز الوسط. لعب مع نادي كلايد وكامبسلانج رينجرز ‏ وCumbernauld United F.C. ‏.

## وصلات خارجية
- غرايم ماكراكين على موقع Soccerbase.com (لاعب) (الإنجليزية)